# Monsieur Poche

Monsieur Poche est une série française de bande dessinée, créé en 1934 par Alain Saint-Ogan. Monsieur Poche est un bourgeois bedonnant au gros nez, ridicule et pontifiant, qui se retrouve régulièrement dans des situations cocasses où l'ont poussé sa maladresse et son sans-gêne. Pique-assiette impénitent, il ne craint pas de s'afficher en parangon de vertu, ce qui, cependant, tourne régulièrement à sa confusion.
Monsieur Poche était le héros de gags en une page, qui firent l'objet de quatre publications en albums :
- Monsieur Poche, Hachette, 1936

- Le Génial Monsieur Poche, Hachette, 1937

- Monsieur Poche et son chien, Hachette, 1938

- Monsieur Poche et le système D, Hachette, 1939

Ces albums ont été repris avec l'ajout de nombreux gags inédits dans l'intégrale parue en 2018 par les éditions Revival :
- M. Poche, Revival, 2018

En 1963, Greg, ami d'Alain Saint-Ogan dont il avait déjà repris la série Zig et Puce, proposa à René Goscinny de ressusciter Monsieur Poche dans Pilote. Devant le scepticisme de Goscinny, Greg créa un nouveau personnage, Achille Talon, partiellement inspiré de Monsieur Poche quant au physique et au caractère, mais très dissemblable quant à l'expression verbale et à l'univers.